# Prawo Archimedesa (film)
Prawo Archimedesa – polski telewizyjny film obyczajowy z 1977 roku w reżyserii Mariusza Waltera.

## Fabuła
Historia 43-letniego Jana Pluty, trenera pływania II kategorii i instruktora dziecięcej sekcji pływackiej, który pragnąc zdobyć I kategorię i udowodnić sobie, rodzinie i środowisku, że jest dobrym pływakiem i trenerem, zgłasza się do startu w 20-km. maratonie pływackim na Bałtyku. Jest to impreza ponad jego możliwości – w ubiegłych latach już dwukrotnie jej nie ukończył. Jednak siła woli tego prostego człowieka potrafi zdziałać cuda, wycieńczony dopływa do mety jako ostatni, późnym wieczorem po zakończeniu imprezy, słaniając się ze zmęczenia na nogach. 

## Obsada aktorska
- Jan Gałązka – Jan Pluta
- Alicja Wyszyńska – żona Jana Pluty
- Wiesław Drzewicz – działacz sportowy
- Józef Kalita – działacz sportowy
- Gustaw Kron – prezes klubu, w którym pracował Jan Pluta
- Borys Marynowski – lekarz
- Stanisław Michalski – działacz sportowy, sekretarz na posiedzeniu
- Mieczysław Waśkowski – dziennikarz z telewizji
- Bohdan Tomaszewski – on sam

## Produkcja
Zdjęcia kręcono w Warszawie (Most Poniatowskiego) oraz nad Bałtykiem.